# Скотт, Гай
Гай Линдси Скотт (англ. Guy Lindsay Scott; род. 1 июня 1944) — замбийский государственный деятель. Занимал должность вице-президента страны с 23 сентября 2011 года. После смерти президента Майкла Сата до 25 января 2015 г. исполнял обязанности президента. Второй белый руководитель государства в Южной Африке со времён окончания эпохи апартеида в Южно-Африканской Республике (после двухлетнего вице-президентства Ф. В. де Клерка 1994—1996 годах в той же ЮАР). Первый со времен апартеида белый лидер Замбии.

## Биография
Родился 1 июня 1944 года в Ливингстоне в семье эмигрантов из Великобритании. Его отец был родом из Глазго, а мать из Уотфорда. Среднее образование получил в Ливингстоне, затем отправился в Великобританию, где закончил Кембриджский университет, получив диплом экономиста. Он также имеет докторскую степень по когнитивной науке из Университета Сассекса в Англии. Его отец поддерживал антиколониальное движение, и Гай Скотт с 1965 года сотрудничал в замбийском правительстве. Также занимался журналистикой и бизнесом, основав в 1970 году инвестиционную компанию в сфере сельского хозяйства. Его впоследствии характеризовали как удачливого бизнесмена.
В 1990 году Скотт вступил в новую политическую силу Движение за многопартийную демократию (MMD), в которой занял пост председателя аграрного комитета; в 1991 году он получил место в парламенте от MMD и был назначен министром сельского хозяйства, продовольствия и рыболовства. На этом посту он отличился во время продовольственного кризиса 1991—1992 годов, когда засуха уничтожила урожай маиса (основного продукта питания большинства замбийцев) и над страной нависла реальная угроза голода. Проблема была еще и в том, что маиса не было на всем юге Африки, из-за той же засухи. Скотт смог оперативно закупить и доставить маис, чем определенно спас положение. Для себя он заработал «имя» и стал узнаваемым и уважаемым политиком.
В 2006 году был избран в парламент от оппозиционного Патриотического фронта (PF). С лидером партии Сатой его связывали дружеские отношения. После избрания Саты президентом был назначен на пост вице-президента. В своём первом интервью на этом посту сказал следующее: «Белые и индийцы в Замбии очень счастливы, потому что в их адрес нет бессмысленных предрассудков» (оригинал: англ. «The whites and the Indians in Zambia are very happy because it shows that they are not up against the mindless prejudice»). Также о себе он говорил, что «белый замбиец, но не представляет интересы белых».
На посту вице-президента Скотт выполнял две важные задачи. Во-первых, он отвечал за контакты с китайскими компаниями, которые были крупнейшими инвесторами в экономику Замбии. Самому президенту Сате это было делать не с руки, так как свою политическую карьеру он долгие годы строил как раз на антикитайских лозунгах. Во-вторых, именно Скотту приходилось выполнять в правительстве роль «медиатора» между президентом и министрами.
Согласно конституции Замбии, если действующий президент умирает, то вице-президент автоматически становится исполняющим обязанности президента, демократические выборы должны быть организованы в течение 90 дней. Однако после кончины Саты 28 октября возникла неопределенность с тем, кто является отныне главой государства. С одной стороны, уже был исполняющий обязанности президента — Лунгу, назначенный Сатой. Лунгу считал, что лишить его статуса и. о. мог лишь сам скончавшийся президент, либо вновь избранный глава государства. Соответственно, он рассчитывал оставаться исполняющим обязанности вплоть до выборов нового президента. С другой стороны, в конституции была норма об исполнении обязанностей президента его вице-президентом, в случае «его отсутствия», без упоминания ситуации, когда и. о. президента уже назначен. В результате аппаратной борьбы смог получить пост исполняющего обязанности президента.
Пытался бороться с Лунгу и продвигать собственного кандидата на предстоящих выборах, но успеха не достиг. Сам Скотт не мог претендовать на высший пост, так как его родители не были уроженцами Замбии.